# Chinda
Chinda est une municipalité du Honduras, située dans le département de Santa Bárbara. La municipalité comprend 10 villages et 45 hameaux.

## Source de la traduction
- (en) Cet article est partiellement ou en totalité issu de l’article de Wikipédia en anglais intitulé « Chinda » (voir la liste des auteurs).